# New Bloomfield
New Bloomfield is een plaats (city) in de Amerikaanse staat Missouri, en valt bestuurlijk gezien onder Callaway County.

## Demografie
Bij de volkstelling in 2000 werd het aantal inwoners vastgesteld op 599.
In 2006 is het aantal inwoners door het United States Census Bureau geschat op 734, een stijging van 135 (22,5%).

## Geografie
Volgens het United States Census Bureau beslaat de plaats een oppervlakte van
1,2 km², geheel bestaande uit land. New Bloomfield ligt op ongeveer 255 m boven zeeniveau.

## Plaatsen in de nabije omgeving
De onderstaande figuur toont nabijgelegen plaatsen in een straal van 20 km rond New Bloomfield.